# Santiago Tulantepec de Lugo Guerrero
Santiago Tulantepec de Lugo Guerrero là một đô thị thuộc bang Hidalgo, México. Năm 2005, dân số của đô thị này là 29246 người.